# Guaynabo
Guaynabo é um município da zona norte de Porto Rico, localizada na costa norte da ilha, ao norte de Aguas Buenas, sul de Cataño, a leste de Bayamón e oeste de San Juan. Guaynabo está espalhada por nove alas e Pueblo Guaynabo (centro da cidade e o centro administrativo do subúrbio).

## Alcaides

### Os Recentes Alcaides deGuaynabo
| Mayor                 | Term         | Party                 |
| --------------------- | ------------ | --------------------- |
| Santos Rivera         | 1969–1979    | New Progressive Party |
| Alejandro Cruz Ortiz  | 1979–1993    | New Progressive Party |
| Héctor O'Neill García | 1993–present | New Progressive Party |

### Alcaides de Guaynabo entre 1782 até 1969
| Term | Name                   |
| ---- | ---------------------- |
| 1782 | Cayetano de la Sarna   |
| 1800 | Pedro Dávila           |
| 1812 | Dionisio Cátala        |
| 1816 | Angel Umpierre         |
| 1818 | Juan José González     |
| 1821 | Joaquín Goyena         |
| 1822 | José María Prosis      |
| 1823 | Simón Hinonio          |
| 1825 | José R. Ramírez        |
| 1827 | Antonio Guzmán         |
| 1828 | Genaro Oller           |
| 1836 | Andrés Degal           |
| 1836 | Agustín Rosario        |
| 1840 | Francisco Hiques       |
| 1844 | Martínez Díaz          |
| 1848 | Tomás Cátla            |
| 1849 | Andrés Vega            |
| 1852 | Justo García           |
| 1856 | José Tomás Sagarra     |
| 1857 | Manuel Manzano         |
| 1859 | Juan Floret            |
| 1859 | José Francisco Chiques |
| 1862 | Segundo de Echeverte   |
| 1862 | José de Murgas         |
| 1869 | Juan J. Caro           |
| 1873 | Benito Gómez           |
| 1874 | Manuel Millones        |
| 1876 | José Otero             |
| 1891 | Juan Díaz de Barrio    |
| 1914 | José Ramón             |
| 1914 | José Carazo            |
| 1919 | Narciso Val Llovera    |
| 1924 | Zenón Díaz Valcárcel   |
| 1936 | Dolores Vldivieso      |
| 1944 | Augosto Rivera         |
| 1948 | Jorge Gavillán Fuentes |
| 1956 | Juan Román             |
| 1964 | José Rosario Reyes     |

## Diplomacia
Guaynabo serve de lar para alguns consulados em Porto Rico:
- El Salvador
- Finlândia
- Nicarágua